# Edward Zenteno
Edward Mauro Zenteno Álvarez (ur. 5 grudnia 1984 w Cochabambie) – boliwijski piłkarz występujący na pozycji obrońcy w boliwijskim klubie Jorge Wilstermann oraz w reprezentacji Boliwii. Znalazł się w kadrze na Copa América 2015.